# Saison 1952-1953 du FC Nantes
Chronologie
Saison précédente Saison suivante
La saison 1952-1953 du FC Nantes est la 10e saison de l'histoire du club nantais. Le club est engagé dans trois compétitions officielles : la Division 2 (8e participation), la Coupe de France (10e participation) et enfin la Coupe Charles Drago (1re participation).

## Résumé de la saison
Le 25 février 1953, les défenseurs Stanislas Staho et Lucien Hérouard écopent respectivement d'un match de suspension ferme et d'un match de suspension avec sursis pour incorrections envers les arbitres.
Le FC Nantes est mis en demeure de d'établir un couloir d'accès grillagé pour la réception du Perpignan FC le 8 mars 1953.

## Effectif

### Tableau des transferts
| Nom                 | Nationalité | Poste     | Transfert | Provenance/Destination | Division   |
| ------------------- | ----------- | --------- | --------- | ---------------------- | ---------- |
| Arrivées            |             |           |           |                        |            |
| Bernard Leclerc     | France      | Gardien   |           |                        |            |
| René Samzun         | France      | Milieu    |           | Angers SCO             | Division 2 |
| François Fassone    | France      | Attaquant |           | AS Cannes              | Division 2 |
| Amar Kodja          | France      | Attaquant |           |                        |            |
| Départs             |             |           |           |                        |            |
| Anton "Toon" Bauman | Pays-Bas    | Défenseur |           | SVV Scheveningen       |            |
| Paul Bersoullé      | France      | Milieu    |           |                        |            |
| René Bouteiller     | France      | Attaquant |           |                        |            |

## Matchs amicaux
| Date                  | Statut                 | Adversaire    | Niveau | Lieu | Score | Buteurs du FC Nantes                   | Affluence |
| --------------------- | ---------------------- | ------------- | ------ | ---- | ----- | -------------------------------------- | --------- |
| Dimanche 3 août 1952  | Amical                 | FC Metz       | D1     | Dom. | 0 - 2 | -                                      | {{{1}}}   |
| Jeudi 7 août 1952     | Coupe Odorico          | Angers SCO    | D2     | Ext. | 0 - 2 | -                                      | 1.700     |
| Dimanche 10 août 1952 | Coupe Odorico (finale) | Stade rennais | D1     | Dom. | 3 - 1 | Fassone 19e, Ferrier 24e, van Geen 75e | 2.000     |

## Compétitions

### Division 2

#### Calendrier
| Date                       | Journée | Adversaire            | Lieu | Score | Buteurs du FC Nantes    | Class. | Affluence |
| -------------------------- | ------- | --------------------- | ---- | ----- | ----------------------- | ------ | --------- |
| Dimanche 24 août 1952      | J01     | FC Rouen              | Dom. | 1 - 2 |                         |        |           |
| Dimanche 31 août 1952      | J02     | FC Grenoble           | Ext. | 0 - 2 | -                       |        | 4.900     |
| Dimanche 7 septembre 1952  | J03     | AS Béziers            | Ext. | 2 - 2 |                         |        |           |
| Dimanche 14 septembre 1952 | J05     | Toulouse FC           | Ext. | 0 - 1 | -                       |        |           |
| Dimanche 21 septembre 1952 | J06     | CA Paris              | Dom. | 5 - 1 |                         |        |           |
| Dimanche 28 septembre 1952 | J07     | RC Strasbourg         | Ext. | 1 - 7 |                         |        |           |
| Dimanche 5 octobre 1952    | J08     | Perpignan FC          | Ext. | 3 - 1 |                         |        |           |
| Dimanche12 octobre 1952    | J09     | US Valenciennes-Anzin | Dom. | 4 - 2 |                         |        |           |
| Dimanche 19 octobre 1952   | J04     | AS Troyes-Savinienne  | Dom. | 2 - 2 |                         |        |           |
| Dimanche 26 octobre 1952   | J10     | Olympique lyonnais    | Ext. | 2 - 0 |                         |        |           |
| Dimanche 2 novembre 1952   | J11     | AS Cannes             | Ext. | 1 - 3 |                         |        |           |
| Dimanche 9 novembre 1952   | J12     | Angers SCO            | Dom. | 4 - 2 |                         |        | 10.000    |
| Dimanche 23 novembre 1952  | J13     | SC Toulon             | Dom. | 1 - 1 |                         |        |           |
| Dimanche 30 novembre 1952  | J14     | Olympique alésien     | Ext. | 0 - 0 | -                       |        | 550       |
| Dimanche 6 décembre 1952   | J15     | Red Star OA           | Dom. | 2 - 1 |                         |        |           |
| Dimanche 14 décembre 1952  | J16     | RCFC Besançon         | Ext. | 2 - 4 | van Geen 44e, Minci 88e |        | 4.850     |
| Jeudi 25 décembre 1952     | J17     | AS Monaco             | Dom. | 1 - 4 | Orengo 70e              |        | 8.600     |
| Dimanche 28 décembre 1952  | J18     | FC Rouen              | Ext. | 2 - 2 |                         |        |           |
| Dimanche 4 janvier 1953    | J19     | FC Grenoble           | Dom. | 3 - 1 |                         |        |           |
| Dimanche 11 janvier 1953   | J20     | AS Béziers            | Dom. | 3 - 6 |                         |        |           |
| Dimanche 25 janvier 1953   | J21     | AS Troyes-Savinienne  | Ext. | 1 - 0 | van Geen 85e            |        | 5.155     |
| Dimanche 1er février 1953  | J22     | Toulouse FC           | Dom. | 1 - 0 | van Geen 47e            |        | 8.457     |
| Samedi 14 février 1953     | J23     | CA Paris              | Ext. | 0 - 0 | -                       |        |           |
| Dimanche 22 février 1953   | J24     | RC Strasbourg         | Dom. | 0 - 2 | -                       |        |           |
| Dimanche 8 mars 1953       | J25     | Perpignan FC          | Dom. | 2 - 1 |                         |        |           |
| Dimanche 15 mars 1953      | J26     | US Valenciennes-Anzin | Ext. | 2 - 1 | van Geen 36e 72e        |        | 4.955     |
| Dimanche 22 mars 1953      | J27     | Olympique lyonnais    | Dom. | 2 - 0 |                         |        |           |
| Dimanche 5 avril 1953      | J28     | AS Cannes             | Dom. | 6 - 0 |                         |        |           |
| Dimanche 12 avril 1953     | J29     | Angers SCO            | Ext. | 2 - 1 |                         |        |           |
| Samedi 18 avril 1953       | J30     | SC Toulon             | Ext. | 0 - 3 | -                       |        |           |
| Dimanche 3 mai 1953        | J31     | Olympique alésien     | Dom. | 1 - 1 | van Geen 61e            |        | 2.550     |
| Dimanche 10 mai 1953       | J32     | Red Star OA           | Ext. | 2 - 0 | Staho 20e, Orengo 70e   |        | 5.695     |
| Dimanche 17 mai 1953       | J33     | RCFC Besançon         | Dom. | 2 - 1 |                         |        |           |
| Dimanche 24 mai 1953       | J34     | AS Monaco             | Ext. | 0 - 5 | -                       |        | 3.800     |

#### Classement
| Rang | Équipe                | Pts | J  | G  | N  | P  | Bp | Bc | Diff |
| ---- | --------------------- | --- | -- | -- | -- | -- | -- | -- | ---- |
| 1    | Toulouse FC           | 56  | 34 | 26 | 4  | 4  | 92 | 29 | +63  |
| 2    | AS Monaco FC          | 55  | 34 | 24 | 7  | 3  | 88 | 23 | +65  |
| 3    | RC StrasbourgR        | 53  | 34 | 23 | 7  | 4  | 87 | 32 | +55  |
| 4    | AS Troyes-Savinienne  | 42  | 34 | 17 | 8  | 9  | 59 | 33 | +26  |
| 5    | RCFC Besançon         | 41  | 34 | 18 | 5  | 11 | 69 | 47 | +22  |
| 6    | FC Nantes             | 39  | 34 | 16 | 7  | 11 | 60 | 59 | +1   |
| 7    | FC Grenoble           | 36  | 34 | 14 | 8  | 12 | 57 | 62 | -5   |
| 8    | Olympique lyonnaisR   | 33  | 34 | 12 | 9  | 13 | 41 | 54 | -13  |
| 9    | Perpignan FCP         | 32  | 34 | 12 | 8  | 14 | 59 | 64 | -5   |
| 10   | AS Cannes             | 32  | 34 | 11 | 10 | 13 | 48 | 54 | -6   |
| 11   | FC Rouen              | 31  | 34 | 11 | 9  | 14 | 48 | 43 | +5   |
| 12   | Angers SCO            | 30  | 34 | 12 | 6  | 16 | 50 | 61 | -11  |
| 13   | US Valenciennes-Anzin | 25  | 34 | 8  | 9  | 17 | 45 | 72 | -27  |
| 14   | AS Béziers            | 25  | 34 | 8  | 9  | 17 | 41 | 69 | -28  |
| 15   | SC Toulon             | 24  | 34 | 9  | 6  | 19 | 37 | 64 | -27  |
| 16   | CA Paris              | 21  | 34 | 8  | 5  | 21 | 32 | 65 | -33  |
| 17   | Red Star OAP          | 20  | 34 | 7  | 6  | 21 | 33 | 81 | -48  |
| 18   | Olympique alésien     | 17  | 34 | 5  | 7  | 22 | 21 | 55 | -34  |

Promotions et relégations
- Montée en Division  1 1953-1954
- Qualification pour les barrages de promotion

Abréviations
- R : Relégué de Division 1 1951-1952
- P : Promu de CFA 1951-1952

### Coupe de France
La Coupe de France 1952-1953 est la 36e édition de la Coupe de France, une compétition à élimination directe mettant aux prises tous les clubs de football amateurs et professionnels à travers la France métropolitaine. Elle est organisée par la FFF et ses ligues régionales.

#### Calendrier
| Date                      | Tour            | Adversaire | Niveau          | Lieu   | Score | Buteurs du FCN | Affluence |
| ------------------------- | --------------- | ---------- | --------------- | ------ | ----- | -------------- | --------- |
| Dimanche 21 décembre 1952 | 6e tour         | Limoges FC | CFA Centre (D3) | Ext.   | 4 - 2 |                |           |
| Dimanche 18 janvier 1953  | 1/32e de finale | RC Paris   | D1              | Neutre | 1 - 2 |                |           |

### Coupe Charles Drago

#### Calendrier
| Date                    | Tour          | Adversaire             | Niveau | Lieu | Score | Buteurs du FC Nantes                | Affluence |
| ----------------------- | ------------- | ---------------------- | ------ | ---- | ----- | ----------------------------------- | --------- |
| Dimanche 8 février 1953 | 1er tour      | SC Toulon              | D2     | Dom. | 2 - 1 | Madani 8e, Perez 35e                |           |
| Dimanche 1er mars 1953  | 2e tour       | RCFC Besançon          | D2     | Dom. | 3 - 0 | Fassone 4e, Perez 64e, van Geen 90e | 3.200     |
| Dimanche 29 mars 1953   | 3e tour       | RC Paris               | D1     | Dom. | 4 - 0 | van Geen 14e 61e (pen.) 85e 87e     | 6.263     |
| Dimanche 26 avril 1953  | 1/4 de finale | FC Sochaux-Montbéliard | D1     | Dom. | 3 - 4 | van Geen 11e, Perez 15e 20e         | 6.000     |

#### Buts
| Rang      | No.       | Pos.      | Nat.      | Nom               | Buts |
| --------- | --------- | --------- | --------- | ----------------- | ---- |
| 1         |           | A         |           | Jan van Geen      | 6    |
| 2         |           | A         |           | Paul Perez        | 4    |
| 3         |           | A         |           | François Fassone  | 1    |
| 3         |           | M         |           | Abdesselem Madani | 1    |
| 4 buteurs | 4 buteurs | 4 buteurs | 4 buteurs | TOTAUX            | 12   |

## Statistiques

### Statistiques collectives
| Compétition         | Débute au tour | Termine         | Matches joués | Gagnés | Nuls | Perdus | Buts pour | Buts contre | Différence |
| ------------------- | -------------- | --------------- | ------------- | ------ | ---- | ------ | --------- | ----------- | ---------- |
| Division 2          | -              | 6e              | 34            | 16     | 7    | 11     | 60        | 59          | +1         |
| Coupe de France     | 6e tour        | 1/32e de finale | 2             | 1      | 0    | 1      | 5         | 4           | +1         |
| Coupe Charles Drago | 1er tour       | 1/4 de finale   | 4             | 3      | 0    | 1      | 12        | 5           | +7         |
| Total               | -              | -               | 40            | 20     | 7    | 13     | 77        | 68          | +9         |